# ویرایش صدا (فیلم‌سازی)

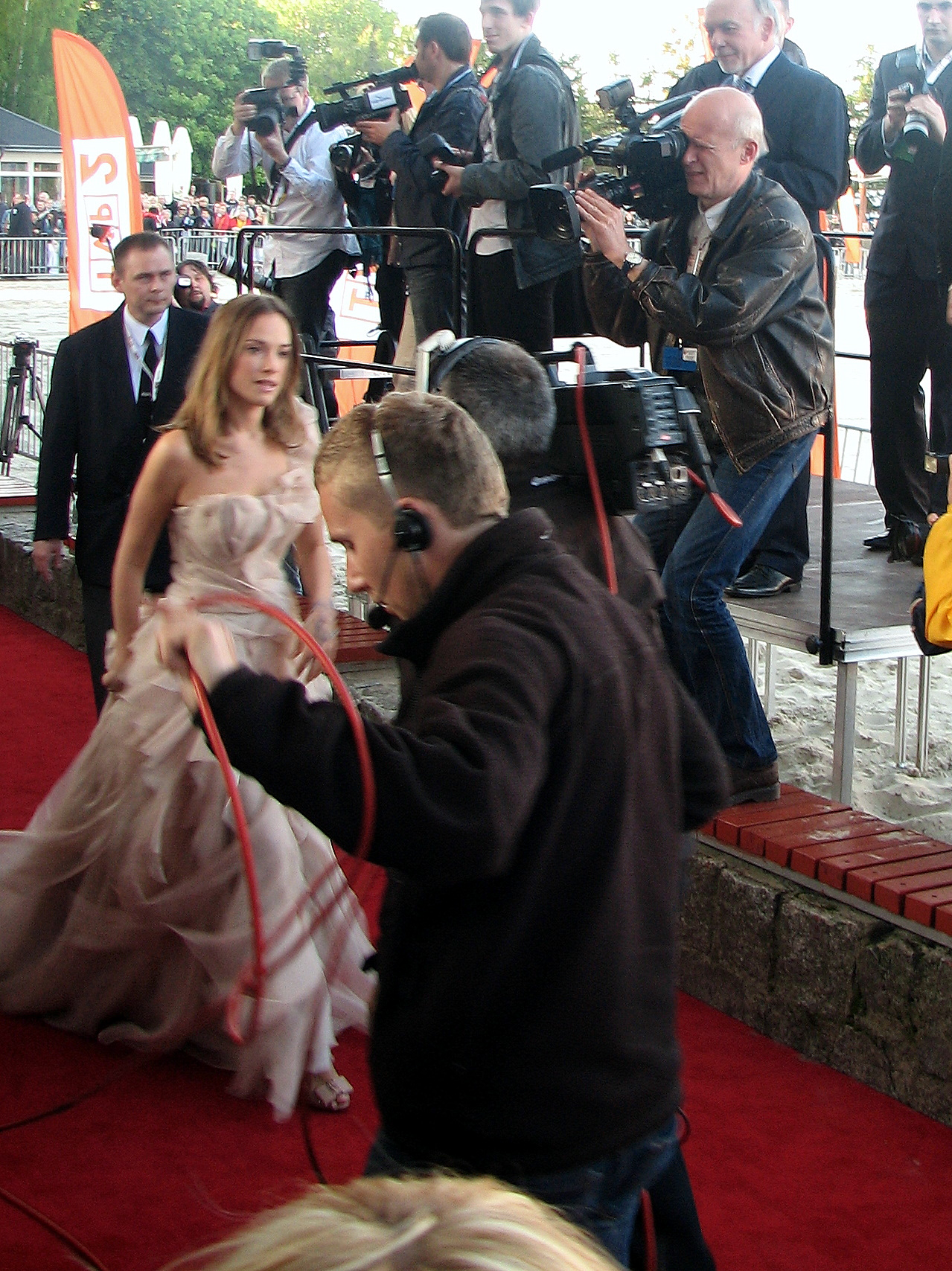
فیلم سازی

ویرایش صدا فرایند انتخاب و مونتاژ عناصر صوتی و آماده‌کردن آنها برای مسترینگ یا آمیختن صدا برای تهیهٔ برنامهٔ تلویزیونی، فیلم، بازی ویدئویی، یا هر محصولی است که شامل ضبط و نشر آواها یا سنتزِ صدا باشد. حرفهٔ ویرایش صدا از نیاز به اصلاح صداهای ناکامل، غیرنمایشی، یا بی‌کیفیت که در نخستین فیلم‌های ناطق دیده می‌شد، به‌وجود آمد و طی دهه‌ها به یک حرفهٔ معتبر برای اجرای اهداف زیبایی‌شناسانهٔ طراحی صدا در فیلم‌سازی تبدیل شد.در بیشتر فیلمهای سینمایی در دنیا فردی مجرب به عنوان صدابردار در صحنه فیلم برداری حضور دارد که با امکانات و ابزار مشخص نظیر انواع میکروفون ها و.... صداهای فیلم را رکورد میکند و در انتها این صداها به صداگذار فیلم میرساند و صداگذار آنها را ویرایش و هم سان سازی میکند و در آخر باندهای صوتی را چینش میکند و خروجی میگیرد.
آکادمی علوم و هنرهای سینما برای ویرایش صدا جایزه اسکار بهترین ویرایش صدا را در نظر گرفته‌است.